# Enclavation

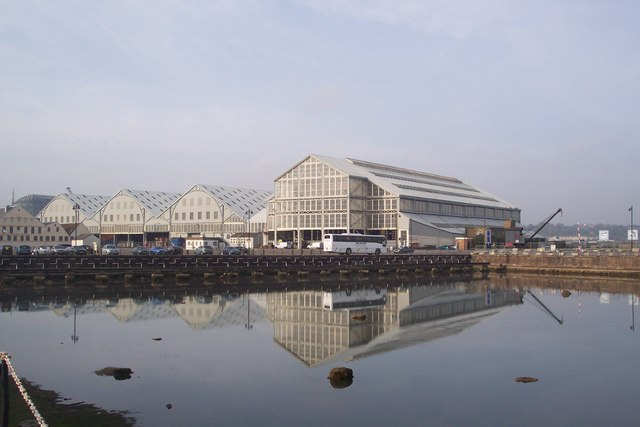
Chatham Dockyard, Fosse au mât à l'avant

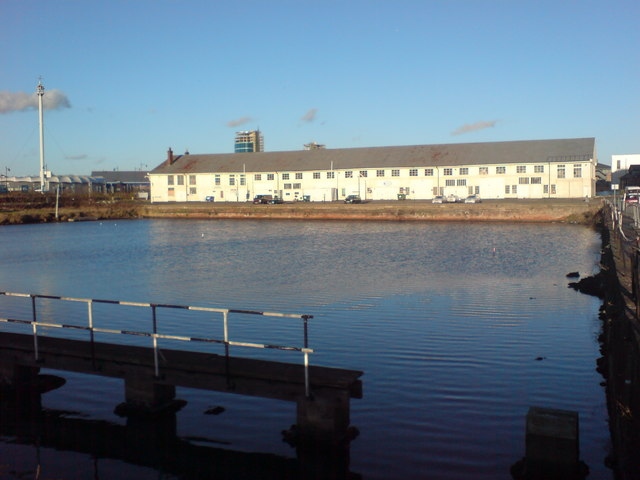
Chatham Dockyard, Lower Boat House et North Mast Pond

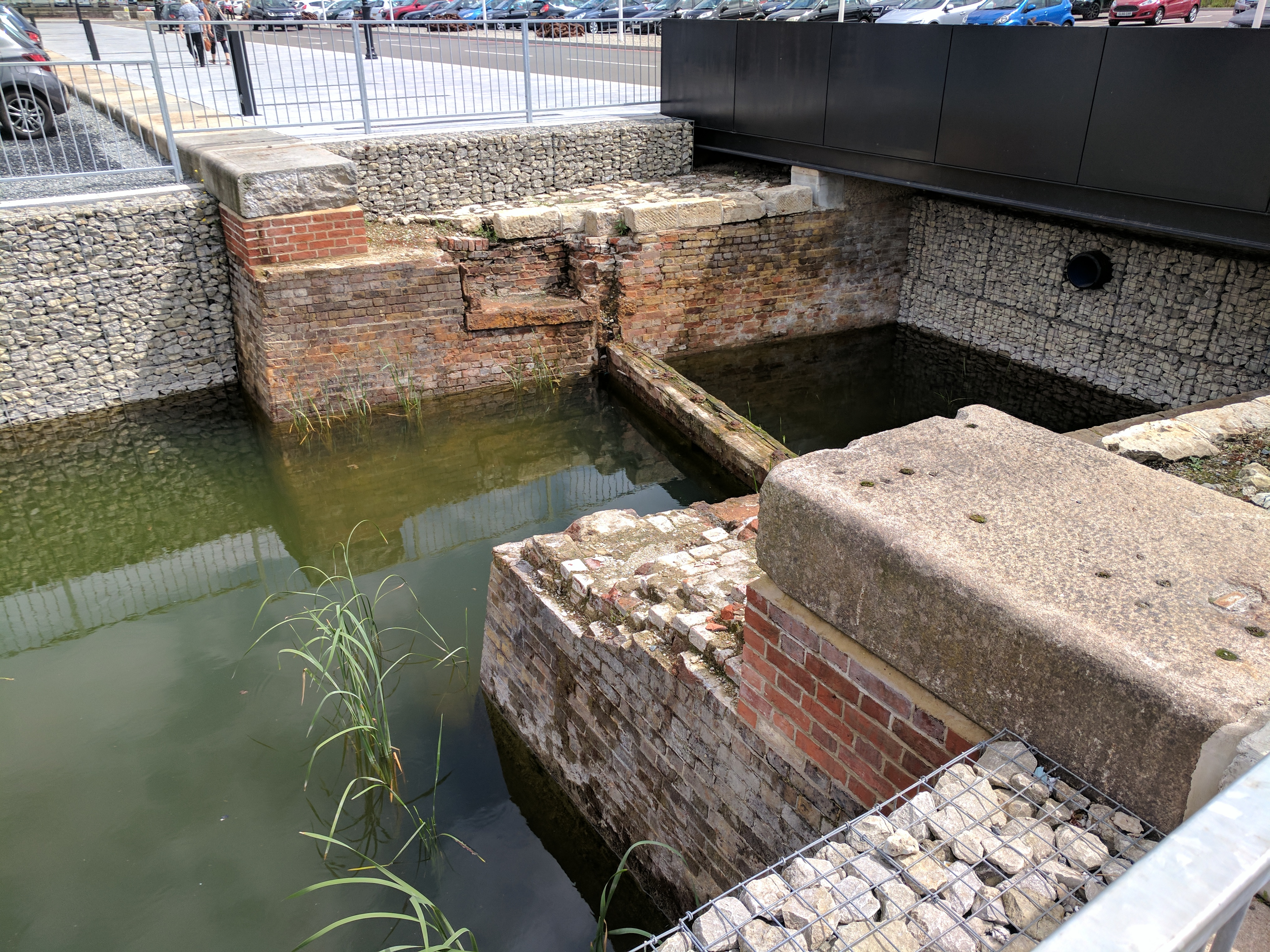
Chatham Dockyard, écluse d'entrée du South Mast Pond

L’enclavation  désigne une technique de stockage et de préservation des bois de marine par immersion dans l'eau, autrefois utilisée dans les arsenaux. L'enclavation désigne la disposition, dans une sorte de bassin nommé « Fosse de pieux » (en anglais mast pond), de madriers qui y retiennent les bois de mâture ou de construction qu'on y dépose : les madriers y sont maintenus aux pieux, tant dans le sens de la longueur que dans celui de la largeur de la fosse, de manière que les uns soient fixes et les autres mobiles, pour que les bois puissent être logés ou déplacés avec facilité.
L'immersion permettait de préserver les bois des attaques des champignons et ravageurs xylophages, le temps qu'ils soient mis en œuvre. Elle est semblable au stockage humide des grumes, où l'aspersion crée un milieu anoxique dans lequel les champignons lignivores ne peuvent se développer. La méthode permettrait aussi de dessécher les bois plus rapidement. L'endroit dédié où se pratiquait l'enclavation, se nommait « fosse de pieux », « fosse de madriers », « fosse aux mâts » ou « mare aux poutres », « travée », « parquet ».
D'après Sganzin, cette méthode convient exclusivement pour les bois de chêne gras, les hêtres, et même est préférable à l'exposition à l'air pour les sapins du pays et les châtaigniers.

## Dégradation des bois dans les arsenaux
Dans les chantiers de grands travaux permanents, on était forcé de s'approvisionner longtemps à l'avance des diverses essences de bois, afin d'avoir toujours un vaste assortiment de pièces de toutes configurations et dimensions, qui répondent à tous les besoins prévus et imprévus. Il a fallu dès lors étudier les moyens de les conserver jusqu'au moment de la mise en œuvre. Le bois s'altère par la propagation d'un commencement de pourriture, ou par une décomposition qui se manifeste soit pendant qu'il est en dépôt, soit après son emploi. L'air non renouvelé, chaud et saturé d'humidité ou autre, paraît le véhicule le plus actif de ces deux genres d'altération. On a dès lors cherché à en garantir les bois par divers procédés.

## Principe de préservation des bois
Dans les arsenaux, il existe plusieurs modes distincts de conservation des bois :
- Après avoir retranché toutes les parties défectueuses, vidé tous les nœuds extérieurs dans les bois vicieux, et particulièrement dans le chêne, l'on remplit ces nœuds d'une épaisse couche de goudron qui prévient les infiltrations pluviales. Puis l'on place ces bois transversalement ou longitudinalement sous des hangars fixes, où ils sont empilés à partir de 80 centimètres au-dessus du sol, sur 4  à   5 mètres de hauteur, mais de manière à être isolés par de petites lattes ou cales ("épingles"). On garantit les bois contre une dessiccation trop violente par une paroi à faux-frais, faite avec des croûtes ou enlevures provenant du sciage des bois. Plus souvent, l'on empile les bois en plein air, en les rangeant par catégories et dimensions principales, et les couvrant par des toitures amovibles en planches ou toiles goudronnées, que la pile porte elle-même. On maintient aussi les bois à flot et en radeaux ou trains, en abritant contre les vicissitudes atmosphériques les parties émergées de leurs périmètres par de petits toits en planches.
- le premier consiste à empiler les grumes ou poutres à l'air libre, sous de vastes hangars, qui doivent les préserver également des pluies et des ardeurs du soleil ; tout en laissant une libre circulation à l'air ambiant, de manière à assurer une ventilation constante[2] ;
- la méthode décrite ici consiste à les immerger ;
- on a aussi cherché à conserver les bois en les enfouissant tantôt sous la vase des lagunes couvertes par la mer, tantôt hors de l'eau mais sous le sable ou la terre végétale[5].

## Immersion dans l'eau
La principale cause de dégradation des bois en milieu immergé marin sont les tarets, vers marins ou plutôt des mollusques acéphales qui creusent dans les bois de longs canaux longitudinaux dans lesquels ils se logent ; par leur multiplicité et la rapidité de leur développement, ils détruisent en peu de temps les bois du plus fort échantillon ; ils sont la cause principale de la destruction des bois immergés dans la mer. Une eau saumâtre ou la disposition des fosses aurait donc permis de les tenir éloignés.
Les bois peuvent aussi simplement être immergés sous l'eau, soit dans des anses fermées, où l'on peut obtenir un mélange d'eau douce et d'eau salée dans lequel les tarets ne subsistent pas, soit sur des plages exposées au jeu des marées et dont l'altitude est telle que le temps des émersions et des immersions successives ne soit pas assez prolongé pour que les bois en souffrent, tout en étant assez long pour ne pas permettre l'existence des vers marins qui mangent le bois.
De telles plages existent sur les côtes et une observation attentive permet de les déterminer avec une précision suffisante pour que les dépôts de bois puissent y être établis en toute sécurité. Enfin, dans certains cas, les bois sont enfouis sous du sable ou sous de la vase humide ; dans cet état, leur conservation est satisfaisante, mais dans la vase ils noircissent et prennent une odeur de fermentation qui peut persister quelques années. Ce système d'emmagasinement présente des inconvénients de manutention, et une difficulté à rechercher des pièces d'une forme déterminée, et rend presque impossible le recensement , etc. ; et il ne faut y recourir que dans le cas où l'on ne peut faire usage des autres procédés.

## Envasement
Les ports de Lorient et de Cherbourg pratiquent aussi l'envasement. On a remarqué que les bois ainsi conservés ne se fendillent pas comme ils le font quand ils sont exposés aux vicissitudes de la température extérieure, que les tarets les respectent et que leur conservation, dans ces conditions, est en quelque sorte indéfinie.

## Dessication accélérée
Un temps assez long de dessiccation à l'air libre leur est nécessaire avant mise en œuvre. Cependant, par une particularité bien curieuse et qu'explique l'obstacle opposé à la pénétration de l'eau par la couche de limon qui enrobe le bois, il est d'observation que celui qui a été immergé sèche beaucoup mieux que celui resté à l'air libre après l'abattage .
Le moyen le plus efficace d'assurer la conservation des bois consiste à les dépouiller aussi complètement que possible de leur sève, par le dessèchement naturel on obtient ce résultat, mais il s'opère très lentement, et de plus on n'est jamais certain qu'il soit arrivé au degré convenable. « Par l'immersion dans l'eau douce ou dans l'eau de mer, la sève est enlevée bien plus complètement que par évaporation directe » ; l'eau pénètre les vaisseaux élémentaires du bois, par l'action capillaire et elle est introduite jusque dans les cavités intérieures des fibres « par osmose » et se substitue dans toute la masse ligneuse à la sève qu'elle expulse ; l'opération est d'autant plus prompte que la différence des densités de la sève et du liquide extérieur est plus considérable et à ce point de vue l'immersion devrait être faite plutôt dans l'eau douce que dans l'eau de mer. « Dix huit mois d'immersion suffiraient dans le premier cas tandis que deux années au moins seraient nécessaires dans le second » ; d'un autre côté l'eau douce est un dissolvant plus actif, elle enlève les parties gommeuses du bois et diminue sa résistance; « l'eau de mer au contraire ne paraît pas l’affaiblir ».
D'après ces considérations, le système en vigueur dans les arsenaux au XIXe siècle consiste à faire séjourner les bois sous l'eau de mer ou l'eau saumâtre, pendant deux ans au moins afin qu'ils s'y dépouillent complètement de leur sève ; puis comme la rapidité avec laquelle les constructions doivent être conduites ne permettrait pas de laisser écouler le temps nécessaire après la mise en place de la membrure sur la quille, pour qu'elle soit suffisamment desséchée avant que l'on y applique le bordé, on établit à terre un approvisionnement de bois provenant des enclavements et suffisant pour les besoins de deux années, temps nécessaire pour que les bois immergés abandonnent complètement l'eau qui les a pénétré. « En opérant de la sorte on a la certitude de ne jamais introduire dans la construction que des bois parfaitement dépouillés de sève et suffisamment secs. »
Ailleurs, « les bois de chauffage qui ont été flottés brûlent mieux que les autres ». Il attribue cette particularité, aussi bien que la conservation plus facile des bois submergés, à la substitution, par mécanisme d'endosmose, de l'eau à la sève, laquelle est plus corruptible et d'une évaporation plus difficile. Cet ingénieur établit que les bois nautiques doivent séjourner un an dans les enclavations d'eau douce courante comme le sont celles de Rochefort (les meilleures de nos ports de guerre) ; de deux ans dans une eau douce fréquemment renouvelée et de trois ans dans une eau saumâtre renouvelée constamment.

## Fosses aux pieux
Les fosses aux pieux sont les bassins ou canaux dans lesquels on entrepose les bois de mâture ou de construction ; les madriers y sont maintenus aux pieux, tant dans le sens de la longueur que dans celui de la largeur de la fosse, de manière que les uns soient fixes et les autres mobiles, pour que les bois puissent être logés ou déplacés avec facilité ; il y existe des sortes d'étages pour que ces mêmes bois s'y trouvent à la hauteur jugée convenable, au-dessus du fond. Pendant le flot, l'eau de la mer peut entrer dans la fosse par une porte d'écluse ; il y a en outre un affluent d'eau douce venant du côté de la terre qui rend la masse du liquide saumâtre ; c'est ce mélange que l'expérience indique comme étant le meilleur préservatif contre les vers tels que les tarets. On voit fort rarement les tarets au-dessus ou au-dessous d'une certaine hauteur, aussi place-t-on de préférence les bois dans la zone qu'ils ne fréquentent pas.
Des fosses ont été détectées dans le port antique de Marseille, attesté aux V et VIe siècle av. J.-C.

### Les fosses de Rochefort
À Rochefort les enclavations où sont immergés et envasés les bois sont pleines d'eau douce de la Charente.
Il y a à Rochefort (Charente-Maritime), trois fosses ou chenaux dans lesquelles l'eau salée de la Charente entre dans les temps de grande marée à 4 ou 5 pieds de hauteur. Cette eau se retirerait entièrement aux basses marées si l'on ne la retenait avec des écluses. Un de ces chenaux s'appelle la « Fosse noire », un autre la « Fosse de l'Islot » ; elles ont une écluse du côté de la rivière ; le « Fer à cheval », ayant deux branches à deux écluses. Toutes ces fosses sont traversées par des files de chevalets qui s'étendent dans toute leur longueur ; les mâts sont rangés entre ces chevalets et ils sont assujettis par des traversins qui sont calés sous les chevalets.
Le 9 mai 1680, Jean-Baptiste Colbert de Seignelay qui visitait l'arsenal de Rochefort écrivait à Jean-Baptiste Colbert: « On a grand soin de tenir sous l'eau tous ceux qui sont dans ce port et la fosse qui est au bas de la rivière au lieu appelé Saint-Nazaire est remplie de 1 382 masts très beaux et qui se conservent dans ce lieu plusieurs années sans se gaster ». Situé sur la rive gauche de la Charente, au sud de l'arsenal, cet ensemble, d'une superficie de quelque 40 hectares, est composé de neuf bassins alimentés par la rivière canalisée de la Gardette, au lieu-dit, « Fosse aux Mâts ».

### À Brest
L'immense approvisionnement de bois conservé à Brest pour les besoins des constructions navales est immergé en partie dans la Penfeld, en partie dans l'anse de Kérinou. Il s'y trouvent recouverts au bout de peu de temps d'une couche légère de vase que la mer y dépose. Jusqu'à ce que les mâts qui restent découverts à la mer basse dans ces dépôts soient recouverts de cette couche vaseuse et de plantes marines qui y entretiennent une humidité conservatrice, les rangs supérieurs de mâture souffrent et s'y détériorent un peu.
À Brest, on mettait à tremper, peut être jusqu'à 150 ans[réf. nécessaire], les troncs d'arbres dans la rivière Penfeld. Certains navires de guerre aux XVIIe et XIXe siècles furent construits avec du bois ainsi préparé.

### À Amiens
Le bois ayant servi à réaliser les stalles de la cathédrale d'Amiens sculptées au XVIe siècle aurait été trempés dans de l'eau de mer[réf. nécessaire].

### À Lorient et de Cherbourg
Les ports de Lorient et de Cherbourg pratiquent l'envasement.
Début XIX, les mâts de pin du Canada, de même que ceux de Riga, sont conservés à Cherbourg dans le sable vaseux de la retenue du port du Commerce, où il y a un mélange d'eau douce et d'eau salée, et dans le sable de la plage des Miellés, que la mer couvre et découvre à chaque marée. L'enfouissement dans le sable pur, ou dans le sable vaseux toujours mouillé d'eau de mer ou d'eau saumâtre, est un moyen constaté de conservation jusqu'au moment du désenfouissement.